# Marie-Georges Picquart
Marie-Georges Picquart (6. september 1854 – 18. januar 1914) var oberst ved den franske hærs "statiske afdeling" (efterretningstjenesten), senere general og efter 1906 krigsminister under premierminister Georges Clemenceau.
Picquart blev 11. januar 1898 anholdt for sine bestræbelser på at slå tvivl om Dreyfus-domfældelsens rigtighed. I juli 1906 blev han genoptaget i hæren sammen med Alfred Dreyfus (efter dennes endelige frifindelse).